# Mötet i Örebro 1606
Mötet i Örebro 1606 var ett utskottmöte som hölls i Örebro i mars och april år 1606.
Den viktigaste frågan för ständermötet var att stoppa det polska hotet om att återinsätta Sigismund på tronen och att återinföra den katolska läran. Ledaren för detta initiativ, katoliken och österbottningen Petrus Erici, dömdes till döden och avrättades. Kung Karl IX äskade också bifall till vissa krigsåtgärder gentemot Sigismund. Först när han hotat med att abdikera fick han sin vilja igenom.